# Rio Crişoaia
O Rio Crişoaia é um rio da Romênia, afluente do Vaţa, localizado no distrito de Hunedoara.